# Халид ибн Саид
Халид ибн Саид ибн аль-Аш (араб. خالد بن سعيد بن العاص‎, Khālid ibn Saʿīd ibn al-ʿĀṣ; более известный как Абу Саид, умер 635) — сподвижник исламского пророка Мухаммеда. Генерал в Праведном халифате.

## Биография
Халид был сыном Саида ибн аль-Аша, одного из самых уважаемых и богатых представителей клана Омейядов в доисламской Мекке. Халид принял ислам до 613 года н. э. вместе со своим братом Амром.  После того как он присоединился к Мухаммеду, он дал ему несколько рабов, которые он унаследовал от своего отца. Приблизительно в 615 году н. э. он эмигрировал в Эфиопию вместе со своей женой Хаманией и с другими последователями Мухаммеда. Когда в 627 году Мухаммед из Медины посватался к овдовевшей Умм Хабибе, дочери Абу Суфьяна ибн Харба, который также находился в Эфиопии, Халид, который был её ближайшим родственником, выступил опекуном ее невесты и женил её на Мухаммеде. Брак был заключён только после возвращения Умм Хабибы из эфиопского изгнания. В июне 628 года группа репатриантов, в которую входил Халид, прибыла в Медину, когда Мухаммед и его спутники находились в битве на Хайбар.
В 631 году Мухаммед отправил Халида в Йемен для сбора там садаки. В июле 632 года через месяц после смерти Пророка Мухаммеда он вернулся в Медину. К этому времени многие сподвижники Пророка уже присягнули к Первому праведному халифу Абу Бакру. Халид, как член Омейядов и, следовательно, курайшитской знати потомков Абд Манафа, крайне критически относился к правлению Абу Бакра, который принадлежал к менее уважаемому клану Бану Тайм. Сообщается, что он сделал строгий выговор Али ибн Абу Талибу и Усману ибн Аффану за то, что они не смогли помешать Абу Бакру прийти к власти. Халид несколько месяцев отказывался присягать Абу Бакру. Только после того, как Абу Бакр посетил его в доме с целью примирения, он был готов пойти на этот шаг.
Позже неудачная военная акция на севере Аравийского полуострова , в ходе которой Халид оставил свои войска, привела к тому, что Абу Бакр изгнал его из Медины. Только после того, как Умар ибн аль-Хаттаб стал халифом, он был помилован. В 633 году Абу Бакр назначил его командующим сирийской кампанией. В 634 году он женился на Умм Хаким бинт аль-Харис ибн Хишам вечером накануне битвы при Мардж ас-Саффар, в которой он был убит. Он погиб во время очередной военной операции в Сирии в 635 году.